# Petina
Petina es una localidad y comune italiana de la provincia de Salerno, región de Campania, con 1.227 habitantes.

## Evolución demográfica
| Gráfica de evolución demográfica de Petina entre 1861 y 2001 |
|                                                              |
| Fuente ISTAT - elaboración gráfica de Wikipedia              |